# Capreomicina
La capreomicina è un composto chimico di formula C50H88N28O15 che in condizioni standard si presenta come una polvere amorfa, inodore, di colore bianco giallastra.

## Storia
È stato isolato per la prima volta nel 1960.

## Caratteristiche strutturali e fisiche
Si tratta di un polipeptide ciclico, simile alla viomicina, formato da 4 anelli. Sotto forma di pirosolfato risulta solubile in acqua, mentre è praticamente insolubile nella maggior parte dei solventi organici.
| Carica fisiologica                   | +3               |
| N. di atomi pesanti                  | 93               |
| N. di accettori di legami a idrogeno | 23               |
| N. di donatori di legami a idrogeno  | 27               |
| N. di legami ruotabili               | 19               |
| N. di centri stereocentrici atomici  | 12               |
| N. di elementi sterogenici definiti  | 2                |
| Massa monoisotopica                  | 1.320,69839421 u |
| Superficie polare                    | 737 Å²           |
| Rifrattività                         | 162,2 m3/mol     |
| Polarizzabilità                      | 65,97 Å3         |

## Abbondanza e disponibilità
Viene prodotto naturalmente da S. capreolus.

## Reattività e caratteristiche chimiche
Il composto risulta stabile in soluzione acquosa a pH 4 - 8 e instabile in soluzioni fortemente acide o fortemente basiche.

## Farmacologia e tossicologia

### Farmacocinetica
Non viene assorbita in quantità significative dal tratto gastrointestinale e deve essere somministrata per via parenterale. Dopo la somministrazione intramuscolare di una singola dose di 1 g di capreomicina in adulti sani, si raggiungono Cmax di capreomicina comprese tra 20 e 47 µg/mL entro 1-2 ore (in media 28 e 32 µg/mL rispettivamente a 1 e 2 ore).
Le concentrazioni plasmatiche del farmaco sono in media di 10 µg/mL a 6 ore e inferiori a 1 µg/mL a 24 ore. Dopo la somministrazione di una singola dose di 1 g per via intramuscolare o per infusione endovenosa  della durata di 1 ora, l'AUC era simile per entrambe le vie di somministrazione.
Tuttavia, le concentrazioni massime di capreomicina nel siero dopo infusione endovenosa erano del 30% più alte rispetto a quelle dopo iniezione intramuscolare. Il composto non diffonde nel liquido cefalorachidiano.
L'emivita plasmatica della capreomicina nei pazienti con funzione renale normale è di 4-6 ore. Le concentrazioni plasmatiche di capreomicina sono più elevate e l'emivita è prolungata nei pazienti con funzionalità renale compromessa.
La capreomicina viene escreta principalmente invariata nelle urine attraverso la filtrazione glomerulare. Le concentrazioni urinarie erano in media di 1,68 mg/mL (volume urinario medio di 228 mL) durante le 6 ore successive alla somministrazione di una dose di 1 g.
I risultati degli studi sugli animali suggeriscono che piccole quantità del farmaco possono essere anche escrete nella bile. Dopo la somministrazione intramuscolare di una singola dose di 1 g di capreomicina in adulti con funzione renale normale, circa il 52% della dose viene eliminato nelle urine entro 12 ore.

### Farmacodinamica
Si sa poco sul meccanismo d'azione esatto della capreomicina, ma si ritiene che inibisca la sintesi proteica legandosi all'unità ribosomiale 70S. La capreomicina si lega anche a componenti della cellula batterica, causando la produzione di proteine anormali. Queste proteine sono necessarie per la sopravvivenza dei batteri, pertanto, la produzione di queste proteine anormali risulta essere fatale per i batteri.

### Effetti del composto e usi clinici
È utilizzato come farmaco di 2° linea per il trattamento della tubercolosi. Mostra resistenza crociata con alcuni aminoglicosidi (neomicina e kanamicina) e ne condivide alcune proprietà, motivo per cui viene generalmente inserita all'interno di questa classe di antibiotici sebbene ne sia strutturalmente differente.

### Controindicazioni ed effetti collaterali
Presenta come effetti collaterali nefrotossicità e ototossicità, similmente agli aminoglicosidi.

### Tossicologia
Ipokaliemia, ipocalcemia, ipomagnesiemia e un disturbo elettrolitico simile alla sindrome di Bartter sono stati segnalati in pazienti con tossicità da capreomicina.